# Horace Lawson Hunley

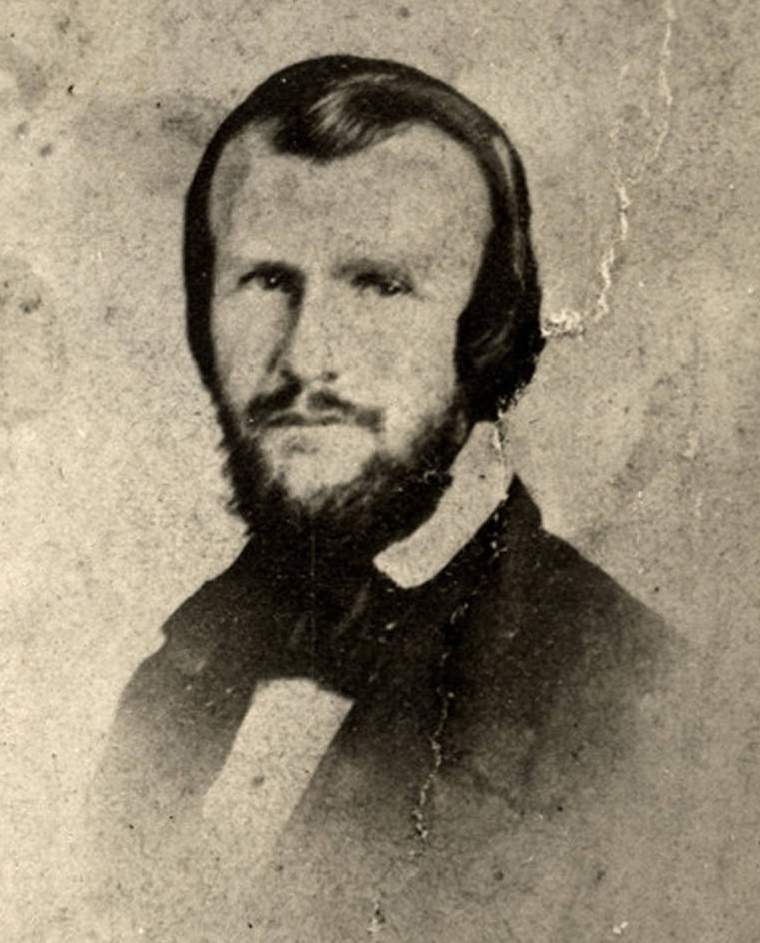
Horace Lawson Hunley

Horace Lawson Hunley (Sumner County, Tennessee, 29 december 1823 - 15 oktober 1863) was een Amerikaans ondernemer. Deze advocaat en succesvolle zakenman was niet alleen de financier van de eerste duikboot die ooit gebruikt werd in een oorlogssituatie, maar ook de ontwerper ervan. Samen met James R. McClintock en Baxter Watson bouwde hij eerst de Pioneer en later de CSS Hunley.
Tijdens een testduik met de CSS Hunley op 15 oktober 1863 verdronk hij samen met de hele bemanning. Hij heeft zijn eigen duikboot nooit succesvol zien gebruiken.